# AtomSphere
AtomSphere – trzeci (drugi studyjny) album polskiego zespołu jazzowego Atom String Quartet, wydany 25 września 2015 przez Kayax. Zawiera własne kompozycje kwartetu, jak również interpretacje utworu „Passion” Zbigniewa Seiferta i dwóch etiud fortepianowych Witolda Lutosławskiego.

## Lista utworów

### CD1
1. Ad Libitum II
2. Happy
3. Ballada o śmierci Janosika
4. First Breath
5. Etiuda I
6. Atmosphere
7. Etiuda II
8. Snow Hunter

### CD2
1. Obercology
2. Nie ma spania!
3. Passion
4. Winter Song
5. Kubanana
6. Manhattan Island
7. Dialogi fletu i flażoletu

## Wykonawcy
- Dawid Lubowicz - skrzypce
- Mateusz Smoczyński - skrzypce
- Michał Zaborski - altówka
- Krzysztof Lenczowski - wiolonczela

## Nagrody i wyróżnienia
- "Najlepsze płyty roku 2015 - Polska" według Wyborczej / mediów Agory: 11. miejsce[3]